# Marlay Park
Marlay Park (irl. Páirc Mharlaí) – podmiejski park publiczny w Dublinie o powierzchni 121 hektarów, położony w Rathfarnham w administracyjnym obszarze hrabstwa Dun Laoghaire-Rathdown w Irlandii.
Znajduje się w odległości około 9 km od centrum Dublina. Infrastruktura parku obejmuje lasy, stawy oraz ścieżki spacerowe i rowerowe. Miejsca do rekreacji jak 9-dołkowe pole golfowe z możliwością nauki golfa pod okiem trenera, tenisowe korty, sześć boisk do piłki nożnej, pięć boisk GAA, boisko do krykieta, dwa place zabaw dla dzieci. Istnieje również dziedziniec ze sklepami oferującymi wyroby rzemieślnicze oraz kawiarnia.
Latem organizowane są koncerty na wolnym powietrzu znanych artystów goszczących w Irlandii.